# Зих, Ярослав
Ярослав Зих (чеш. Jaroslav Zich; 17 января 1912 — 20 апреля 2001) — чешский композитор и музыковед
, сын Отакара Зиха.
Профессор эстетики Пражской академии музыки в 1952—1992 гг., преподавал также инструментовку. В 1959—1962 гг. декан. Автор монографии «Художественные средства исполнительского искусства» (чеш. Prostředky výkonného hudebního uměni) и книги статей «Главы и очерки из музыкальной эстетики» (чеш. Kapitoly a studie z hudební estetiky; 1975), а также книги «Инструментовка „Далибора“ Сметаны» (чеш. Instrumentace Smetanova Dalibora).
Как композитор Зих учился у Йозефа Богуслава Фёрстера. Ему принадлежит около 30 произведений, среди которых основные — Рапсодия для виолончели с оркестром (1955, премия Союза композиторов Чехословакии; первым исполнителем был Иван Вечтомов), «Маленькая серенада» (1965), струнный квартет. В 1930-50-х гг. выступал также как пианист, особенно в составе фортепианного трио Зиха, в котором партию виолончели исполнял его старший брат Отакар Зих (1908—1984), более известный своими научными работами в области логики и философии математики.